# Francesc Vallverdú
Francesc Vallverdú i Canes, né à Barcelone le 1er décembre 1935, et mort dans cette ville le 12 juin 2014, est un poète et sociolinguiste espagnol de langue catalane.

## Œuvres

### Poésie
- Com llances (1961)
- Qui ulls ha (1962)
- Cada paraula, un vidre (1968)
- Somni, insomni (1971)
- Retorn a Bíbilis (1974)
- Poesia, 1956-1976 (1976)
- Regiment de la cosa pública (1983)
- Leviatan i altres poemes (1984)
- Festival amb espills de Ramon Roig (1989)
- Encalçar el vent (1995)
- Temps sense treva (2009), (Obra poètica completa)

### Essais
- L'escriptor català i el problema de la llengua (1968)
- Sociología y lengua en la literatura catalana (1971)
- Dues llengües: dues funcions? (1970)
- El fet lingüístic com a fet social (1973)
- Aproximació crítica a la sociolingüística catalana (1980)
- La normalització lingüística a Catalunya (1980)
- Elocució i ortologia catalanes (1986)
- L'ús del català. Un futur controvertit (1990)
- Velles i noves qüestions de sociolingüística (1998)
- El català estàndard i els mitjans audiovisuals: escrits elaborats des de la comissió de Normalització Lingüística de TVC (2000)